# Древнеанглийская литература

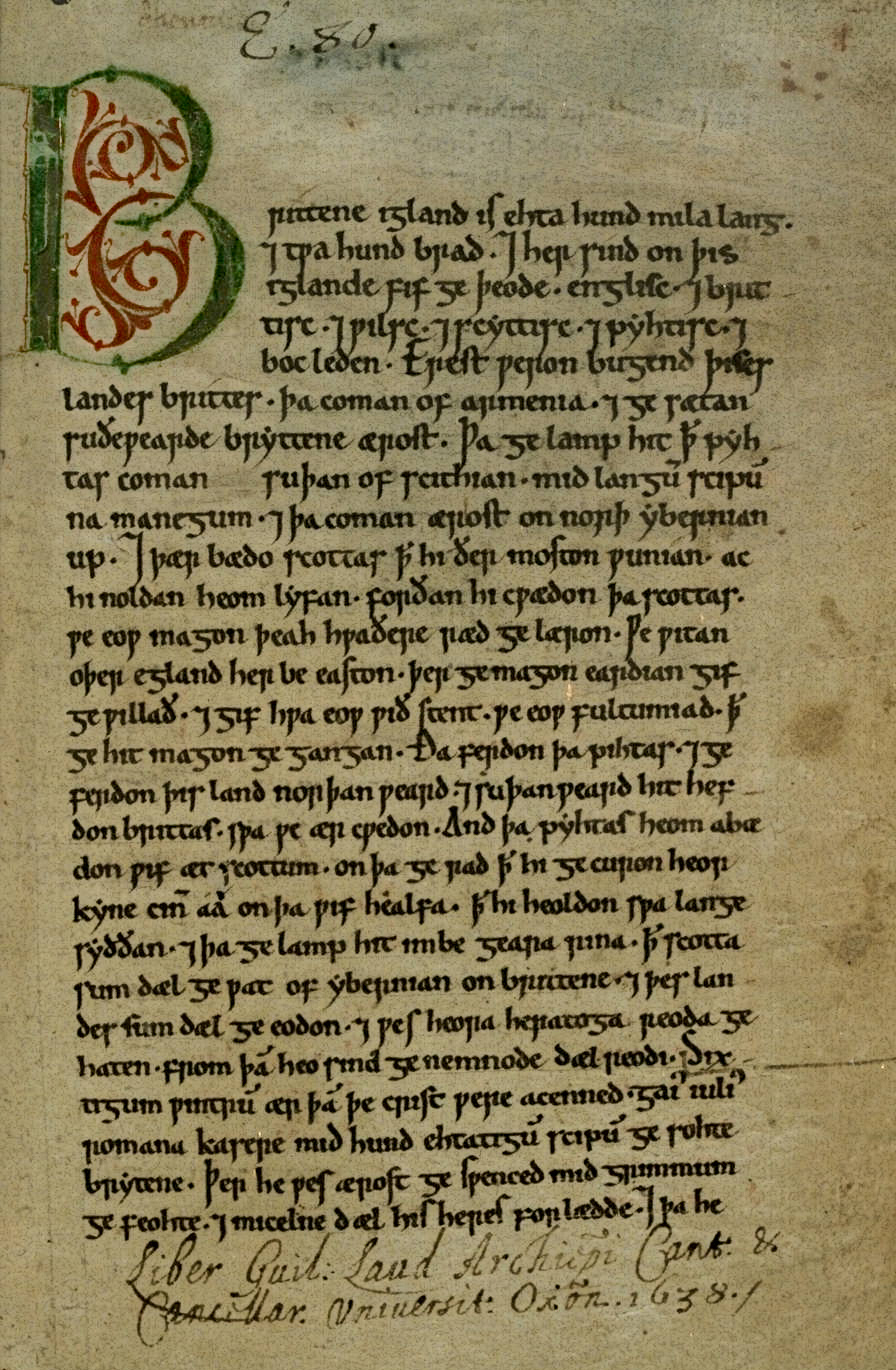
Начальная страница «Хроники Питерборо», одной из англосаксонских хроник

Древнеангли́йская или англосаксо́нская литерату́ра — литература англосаксонского народа на древнеанглийском языке, существовавшая с VII по XII век.
Самой первой древнеанглийской поэмой признан «Гимн Кэдмона» VII века, записанный Бедой Достопочтенным в «Церковной истории народа англов» начала VIII века. Самые поздние примеры древнеанглийской литературы появляются в середине XII века. Грамматические правила древнеанглийского языка практически перестали соблюдаться в XII веке, в последующее время они поменялись полностью, что даёт основание причислять тексты XIII века к среднеанглийской литературе.
Древнеанглийская литература состоит из (в порядке убывания количества): проповедей, житий святых, библейских переводов, переводов работ ранних отцов Церкви, хроник, исторических работ, законов, завещаний, работ по грамматике, медицине, географии и поэзии. Всего существует более 400 сохранившихся манускриптов, 189 из которых признаны важными. Также некоторые древнеанглийские тексты сохранились в виде надписей на камнях и украшениях.
Эпическая поэма «Беовульф» является одним из самых знаменитых примеров древнеанглийской литературы. «Англосаксонская хроника» признана важным историческим документом, содержащим хронологию ранней истории Англии.

## Древнеанглийская поэзия
Древнейшие произведения древнеанглийской поэзия написаны стихами. Род стихосложения похож на тот, что был использован в Германии, основан на рифме (Stabreim) и аллитерации. В основном древнеанглийская поэзия дошла до нас в четырёх рукописях X в.: Эксетерская книга, так называемый «Кодекс Беовульфа» (Codex Vitellius), Верчелльский кодекс и Codex Junius.

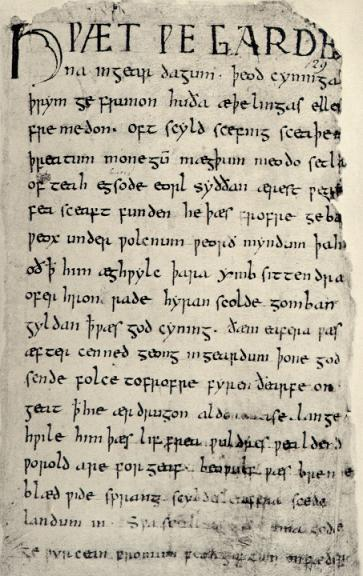
Беовульф из Кодекса Новелла — первая страница

В некотором количестве сохранились заклинания дохристианских времён, отрывки народных героических песен, таких как   «Вальдере», «Беовульф» и др.
Христианские писатели оставили большое количество сочинений, в которых обработаны библейские и легендарные сюжеты; среди них выделяются произведения Кэдмона, а также и те, которые приписываются Кюневульфу. Также присутствуют переводы псалмов, гимнов, обработка в стихах сочинений Боэция и др.

## Древнеанглийская проза
Из прозаических сочинений самыми древними являются сборники законов VII в.. Из сочинений исторического характера известны вольный перевод Орозия и «Церковной истории народа англов» Беды, сделанный по приказу Альфреда Великого, а также Англосаксонская хроника, заключающая в себе время до 1164 года и сохранившаяся в многочисленных списках.
К области богословия принадлежат: перевод Альфреда сочинения «Cura pastoralis», написанного Григорием; переделка Верфертом «Диалога» Григория; собрание проповедей Эльфрика, энсгамского аббата, жившего в конце X и в XI веке; сюда же относятся переводы Священного писания на западно-саксонском и северно-умбрийском наречиях.
До нашего времени дошли некоторые из древних сборников пословиц и поговорок, когда-то весьма популярных между англосаксонцами.
Повести и романы сохранились в виде повествования об Аполлонии Тирском, писем Александра Македонского Аристотелю и другие.
Не были чужды англосаксонской литературе и астрономические и медицинские сочинения, что доказывают изданный Райтом и Кокайном «Anglo-saxon Manual of Astronomy» и переводы латинских медицинских сочинений, изданные Кокайном в «Rerum Britannicarum medii aevi scriptores».
Сведения об изданиях англосаксонских сочинений присутствуют у Томаса Райта (Wright), «Bibliographia Britannica litteraria» (Лондон, 1842). Из историй литературы самая лучшая Бринка, «Geschichte der englischen Litteratur» (Берлин, 1877.) Изучение и переводы англосаксонских сочинений весьма распространены в Германии. Особенно важны: Грейна, «Bibliothek der angels ä chsischen Poesie» (2 тома, Гетгинген, 1857—58), вновь обработанная Вюлькером (Кассель, 1881); затем его же «Dichtungen der Angelsachsen, stabrei mend ü bersetzt» (2 т., Геггинген, 1857—59); Гаммериха, «Aelteste christliche Epik der Angelsachsen», сочинение, переведённое на немецкий язык Михельсеном (изд. в Гютерсло, 1874); наконец, Грейн изд. словарь англосаксонского поэтического языка «Sprachschatz der angelsä chsischen Dichter» (2 тома, Гёттинген, 1861—64) и прозаические сочинения: «Bibliothek der Angels ä chsischen Prosa» (Кассель и Гёттинген, 1872).
В период перехода к новоанглосаксонскому появились различные жития святых, например житие св. Маргариты, Юлианы и др., которые Кокайн издал в «Early English Text Society», а также различные поучения и проповеди, изданные Кокайном в том же сборнике. Самым важным произведением этой эпохи служит перевод французской хроники «Brut or chronicie of Britain», сделанный священником Лаямоном около 1200 г., изданный Мадденом в Лондоне 1847 г. в 3-х томах. Затем следует сборник изречений, приписываемый королю Альфреду (лучше всех изданный Моррисом для «Early English Text Society published 49») и «An old Englisch poem of the owl and the nightingale», изданная Стратманом в Креф., 1868; эти сочинения доказывают, что тогда процветала дидактика.
Знаменитым прозаическим памятником этого времени является «Ancren Riwle», изданный Мормоном в Лондоне 1852 г. В Восточной Англии была написана стихами парафраза Нового Завета, которая по имени автора Орма называется также «Ormulum». Несмотря на то, что большая часть этого сочинения утеряна, оставшаяся часть составляет ещё одну из самых обширных поэм. Здесь уже исчезают древние англосаксонские формы языка, и поэтому этот памятник является переходом к древнеанглийской литературе.